# بطولة يوغوسلافيا لكرة اليد
بطولة يوغوسلافيا لكرة اليد كانت المنافسة الأعلى مستوى لكرة اليد في جمهورية يوغوسلافيا الاشتراكية الاتحادية. لعبت بانتظام لما يقرب من أربعة عقود بين عامي 1953 و 1991، قبل أن يتم التخلي عنها بسبب تفكك يوغوسلافيا. يعتبر نادي بيلوفار لكرة اليد الأكثر فوزا بها برصيد 9 بطولات. بعد التفكك حلت محلها الدوريات التالية :
- دوري البوسنة والهرسك لكرة اليد
- الدوري الكرواتي لكرة اليد
- الدوري المقدوني لكرة اليد
- دوري الجبل الأسود لكرة اليد
- الدوري الصربي لكرة اليد
- الدوري السلوفيني لكرة اليد